# Pseudagrion cheliferum
Pseudagrion cheliferum är en trollsländeart som beskrevs av Fraser 1949. Pseudagrion cheliferum ingår i släktet Pseudagrion och familjen dammflicksländor. IUCN kategoriserar arten globalt som otillräckligt studerad. Inga underarter finns listade i Catalogue of Life.